# إيفرت كولبي
إيفرت كولبي (بالإنجليزية: Everett Colby)‏ هو سياسي أمريكي، ولد في 10 ديسمبر 1874، وتوفي في 19 يونيو 1940. حزبياً، نشط في الحزب الجمهوري. وقد انتخب عضو مجلس ولاية نيوجيرسي.